# Teoría del conflicto
La teoría del conflicto es una de las grandes escuelas de la teoría sociológica moderna, es considerada como desarrollo que se produjo en reacción a la estática del funcionalismo estructural. Durante las décadas de 1950 y 1960 la teoría del conflicto proporcionó una alternativa al funcionalismo estructural. La teoría del conflicto está íntimamente vinculada a la teoría de los juegos y a los estudios y escuelas sobre negociación.
Generalmente se ofrecen diferentes definiciones de "conflicto social", diferencias que llaman nuestra atención a aspectos complementarios del concepto: Por ejemplo, la de Stephen Robbins: “Un proceso que se  inicia cuando una parte percibe que otra la ha afectado de manera negativa o que está a punto de afectar de manera negativa, alguno de sus intereses” y la de Lewis A. Coser para quien el conflicto social sea una lucha por los valores y por el estatus, el poder y los recursos escasos, en el curso de la cual los oponentes desean neutralizar, dañar o eliminar a sus rivales. Un conflicto será social cuando transciende lo individual y proceda de la propia estructura de la sociedad.

## Introducción
Si bien la reflexión sobre "la guerra y la paz" ha sido una preocupación clásica del pensamiento humano, y desde antiguo, pensadores vinculados a la problemática del conflicto militar (la guerra) y más recientemente a la problemática de las revoluciones y el conflicto laboral (movimientos sociales), han estudiado con cierta profundidad las manifestaciones del conflicto social, a partir de la década de 1950 comienzan a aparecer una serie muy específica de estudios y teorías centrados en el conflicto social, como fenómeno genérico, más allá de sus manifestaciones específicas.
Aunque varios autores pueden ser mencionados como precedentes claves en el desarrollo de la teoría del conflicto, en la sociología el autor al que puede ser atribuido el inicio de la teoría es el alemán Georg Simmel, en su obra Sociología publicada en 1908. Un interesante intentó de integrar la teoría del conflicto con el análisis funcional corresponde  a la publicación en 1956 del libro "The functions of Social Conflict", del estadounidense Lewis Coser. A partir de entonces pueden registrarse algunas de las principales obras y estudiosos de la teoría del conflicto:
- 1956: Max Gluckman, "Custom and conflict in Africa".
- 1959: Ralf Dahrendorf, "Class and class conflict in industrial society".
- 1959: Theodore Caplow, "Further Development of a Theory of Coalitions in the Triad".
- 1960: Thomas Schelling, "Strategy of Conflict".
- 1962: Kenneth Boulding, "Conflict and Defense: a general theory".
- 1975: Randall Collins, "Conflict Sociology: towards an explanatory science".
- 1975: Louis Kriesberg, "Sociología de los conflictos sociales".
- 1979: Walter Isard, "A definition of Peace Science, the queen of social sciences".
- 1983: Julien Freund, "Sociologie du Conflit".

Paralelamente a la Teoría del Conflicto y en estrecha relación con ella, ha aparecido y desarrollado una rica "teoría de los juegos" (Von Neuman y Morgenstern, 1944; John Forbes Nash, 1950; Bishop, 1964), que se ha aplicado visualizando al conflicto como juego.
En la última década varios Premios Nobel han sido concedidos a teóricos de la teoría del conflicto y de la teoría de los juegos: 1994, John Forbes Nash; 2005, Thomas Schelling y Robert Aumann.
La implicación principal de la teoría del conflicto es el reconocimiento de la "funcionalidad" de este. Si bien con anterioridad habían existido pensamientos de justificación moral del conflicto, tales como las de la Guerra santa (cristianismo e Islam), la “guerra justa” ( Vitoria), el derecho a la rebelión (Locke), la lucha de clases (Marx), es recién a partir de la teoría del conflicto que este último comienza a ser visto como una relación social con funciones positivas para la sociedad humana, en tanto y en cuanto se puedan mantener bajo control sus potencialidades destructivas y desintegradoras.
Antes de la aparición de la Teoría del Conflicto, el conflicto era visto básicamente como una patología social, o, en todo caso, el síntoma de una patología social. La sociedad perfecta era vista como una sociedad sin conflictos y todas las utopías sociales sostenían la necesidad de constituir un modelo de sociedad sin conflictos, de pura cooperación.
La Teoría del Conflicto revalúa la connotación negativa tradicional y postula el conflicto social como un mecanismo -al menos potencialmente positivo- de innovación y cambio social. En sintonía con esa corriente, el educador estadounidense John Dewey expresaba que "el conflicto es el tábano del pensamiento".
La aparición de la teoría del conflicto debe ser históricamente entendida tanto a la luz del criticismo académico a posiciones estructuralistas como la realidad sociopolítica en la guerra fría: la invención de la bomba atómica (1945) modificó completamente la dinámica del conflicto a raíz de la posibilidad de exterminio de la especie humana (ver Destrucción Mutua Asegurada: la Carta del Loco y la disuasión nuclear). El reciente Premio en Ciencias Económicas en memoria de Alfred Nobel 2005, Thomas C. Schelling, fundó su obra en el análisis del comportamiento de los antagonistas en una guerra nuclear.

## Teoría del conflicto y teoría de juegos
De la confluencia entre la teoría del conflicto y la teoría de juegos ha derivado una rica distinción entre juegos de suma cero (conflicto puro), juegos de suma positiva (cooperación pura), y juegos mixtos (de cooperación y conflicto). Estos últimos son los que abren el espacio a la negociación.
En la práctica es improbable una dinámica social que se comporte únicamente como juego de suma cero (conflicto puro) o juego de suma positiva (cooperación pura). Ya que siempre existen aspectos abiertos a la negociación, tanto en las situaciones más conflictivas como en las más pacíficas.
Pero se ha dicho que lo que si existe en la vida real, son mentalidades que consideran los conflictos como de suma cero o de suma positiva. En el primer caso, el conflicto tiene una alta probabilidad de terminar en tragedia. En el segundo caso el conflicto tiene una alta probabilidad de terminar en explotación. También es llamado como el conflicto entre parejas o familias 

## Las escuelas
Los científicos están divididos en dos grandes escuelas para enfocar el conflicto social: la escuela clásica (teorías macro) y la escuela conductista (teorías micro). El enfoque clásico se centra en el nivel macro, específicamente en el análisis de las relaciones conscientes entre los grupos sociales. Los conductistas se enfocan en el nivel micro, y su preocupación central es el individuo antes que el grupo. Los conductistas prestan gran atención a los factores inconscientes en la generación de los conflictos.
Por otra parte la escuela clásica tiende a analizar gran número de variables para comprender un conflicto, mientras que el método de la escuela conductista es aislar pocas variables y aplicarlas a un gran número de conflictos para comprender el papel que desempeña cada variable. Las principales escuelas que han estudiado el conflicto están:
- La escuela conductista. Entre los supuestos fundamentales de la escuela conductista se encuentra la afirmación de que las raíces de la guerra se encuentran en la naturaleza del comportamiento humano.
- Los autores clásicos que incluyen autores que destacaron en otros campos y que irían desde Tucídides y Sun Tzu, hasta Maquiavelo, Marx y Von Clausewitz, se enfocaron en un aspecto específico del conflicto: el poder.

A partir de la bomba atómica (1945) y la teoría de la disuasión, se abrió el camino para teorías más complejas, como la teoría sobre "toma de decisiones" y la teoría de los juegos". Ambas se originaron en la idea de la escuela clásica del siglo XX sobre el actor racional. El modelo del actor racional fue desarrollado por economistas para explicar el comportamiento económico humano. Presupone que la gente hace elecciones informadas y toma decisiones sobre bases racionales, sopesando oportunidades (ganar, perder).
Thomas Schelling, Premio Nobel 2005, tomó este modelo para desarrollar una sofisticada teoría del juego, que incluye comunicación, negociación, información, e introduce la importancia de la irracionalidad del pensamiento estratégico.